# Mohammed Rafique
Mohammed Rafique (Calcutta, 26 marzo 1991) è un calciatore indiano, centrocampista dello United SC.

## Carriera

### Club
Nel 2011 viene acquistato dal Prayag United Sport Club, e sarà in campo per cinque partite durante la stagione 2011-2012. Nella sua seconda stagione gioca in 20 partite e segnando 3 reti, mentre nella stagione 2013-2014, gioca in 7 partite, non segnando alcun gol.
Durante il 2014 passa al Kingfisher East Bengal FC venendo coinvolto nelle partite della Coppa della Federazione indiana. Durante la permanenza nella squadra viene dato in prestito all'Atlético de Kolkata
Viene preso in prestito dall'Atlético de Kolkata, neonata squadra per il nuovo campionato di Indian Super League del 2014, concludendo questo campionato, con la conquista del primo titolo vincendo ai play-off contro i Kerala Blasters grazie a un su gol al 90'.
Dal 1º gennaio 2015, finito il prestito ritorna ai Kingfisher East Bengal FC.
Il 5 novembre 2015 torna in prestito all'Atlético de Kolkata per sostituire Lalchhawnkima che si è infortunato.

### Nazionale
Tra il 2016 ed il 2017 ha totalizzato complessivamente 6 presenze ed un gol con la nazionale indiana.

## Statistiche

### Presenze e reti nei club
| Stagione                   | Squadra                    | Campionato                 | Campionato | Campionato | Coppe nazionali | Coppe nazionali | Coppe nazionali | Coppe europee | Coppe europee | Coppe europee | Altre coppe | Altre coppe | Altre coppe | Totale | Totale |
| Stagione                   | Squadra                    | Comp                       | Pres       | Reti       | Comp            | Pres            | Reti            | Comp          | Pres          | Reti          | Comp        | Pres        | Reti        | Pres   | Reti   |
| -------------------------- | -------------------------- | -------------------------- | ---------- | ---------- | --------------- | --------------- | --------------- | ------------- | ------------- | ------------- | ----------- | ----------- | ----------- | ------ | ------ |
| 2011-2012                  | Prayag United              | I-L                        | 5          | 0          | -               | -               | -               | -             | -             | -             | -           | -           | -           | 5      | 0      |
| 2012-2013                  | Prayag United              | I-L                        | 20         | 3          | -               | -               | -               | -             | -             | -             | -           | -           | -           | 20     | 3      |
| 2013-2014                  | Prayag United              | I-L                        | 7          | 0          | -               | -               | -               | -             | -             | -             | -           | -           | -           | 7      | 0      |
| Totale Prayag United       | Totale Prayag United       | Totale Prayag United       | 32         | 3          | -               | -               | -               | -             | -             | -             | -           | -           | -           | 32     | 3      |
| 2014                       | Atlético de Kolkata        | ISL                        | 0+2        | 0+1        | -               | -               | -               | -             | -             | -             | -           | -           | -           | 2      | 1      |
| 2014-2015                  | Kingfisher East Bengal     | I-L                        | 6          | 0          | -               | -               | -               | AFC           | 3             | 0             | -           | -           | -           | 9      | 0      |
| 2015                       | Atlético de Kolkata        | ISL                        | 4+1        | 0+0        | -               | -               | -               | -             | -             | -             | -           | -           | -           | 5      | 0      |
| Totale Atlético de Kolkata | Totale Atlético de Kolkata | Totale Atlético de Kolkata | 7          | 1          | -               | -               | -               | -             | -             | -             | -           | -           | -           | 7      | 1      |
| 2015-2016                  | East Bengal                | I-L                        | 12         | 1          | -               | -               | -               | -             | -             | -             | -           | -           | -           | 12     | 1      |
| 2016                       | Kerala Blasters            | ISL                        | 8+2        | 0+0        | -               | -               | -               | -             | -             | -             | -           | -           | -           | 10     | 0      |
| 2017-2018                  | East Bengal                | I-L                        | 5          | 0          | -               | -               | -               | -             | -             | -             | -           | -           | -           | 5      | 0      |
| 2018-2019                  | Mumbai City                | ISL                        | 10+1       | 0+0        | SC              | 1               | 0               | -             | -             | -             | -           | -           | -           | 12     | 0      |
| 2019-2020                  | Mumbai City                | ISL                        | 6          | 0          | SC              | -               | -               | -             | -             | -             | -           | -           | -           | 6      | 0      |
| Totale Mumbai City         | Totale Mumbai City         | Totale Mumbai City         | 17         | 0          |                 | 1               | 0               |               | -             | -             |             | -           | -           | 18     | 0      |
| 2020-2021                  | East Bengal                | ISL                        | 15         | 0          | -               | -               | -               | -             | -             | -             | -           | -           | -           | 15     | 0      |
| 2021-2022                  | East Bengal                | ISL                        | 16         | 0          | -               | -               | -               | -             | -             | -             | -           | -           | -           | 16     | 0      |
| Totale East Bengal         | Totale East Bengal         | Totale East Bengal         | 54         | 1          |                 | -               | -               |               | 3             | 0             |             | -           | -           | 57     | 1      |
| 2022-2023                  | Chennaiyin                 | ISL                        | 3          | 0          | SC              | 3               | 0               | -             | -             | -             | DC          | 0           | 0           | 6      | 0      |
| 2023-2024                  | Chennaiyin                 | ISL                        | 2          | 0          | SC              | 0               | 0               | -             | -             | -             | DC          | 2           | 0           | 4      | 0      |
| Totale East Bengal         | Totale East Bengal         | Totale East Bengal         | 5          | 0          |                 | 3               | 0               |               | -             | -             |             | 2           | 0           | 10     | 0      |
| 2024-2025                  | Diamond Harbour            | IL3+IL2+CPD                | 0+0+3      | 0          | -               | -               | -               | -             | -             | -             | -           | -           | -           | 3      | 0      |
| 2025-2026                  | United SC                  | IL2+CPD                    | 0+8        | 0+1        | -               | -               | -               | -             | -             | -             | -           | -           | -           | 8      | 1      |
| Totale carriera            | Totale carriera            | Totale carriera            | 136        | 6          |                 | 4               | 0               |               | 3             | 0             |             | 2           | 0           | 145    | 6      |

### Cronologia presenze e reti in nazionale
| Cronologia completa delle presenze e delle reti in nazionale ― India | Cronologia completa delle presenze e delle reti in nazionale ― India | Cronologia completa delle presenze e delle reti in nazionale ― India | Cronologia completa delle presenze e delle reti in nazionale ― India | Cronologia completa delle presenze e delle reti in nazionale ― India | Cronologia completa delle presenze e delle reti in nazionale ― India | Cronologia completa delle presenze e delle reti in nazionale ― India | Cronologia completa delle presenze e delle reti in nazionale ― India |
| Data                                                                 | Città                                                                | In casa                                                              | Risultato                                                            | Ospiti                                                               | Competizione                                                         | Reti                                                                 | Note                                                                 |
| -------------------------------------------------------------------- | -------------------------------------------------------------------- | -------------------------------------------------------------------- | -------------------------------------------------------------------- | -------------------------------------------------------------------- | -------------------------------------------------------------------- | -------------------------------------------------------------------- | -------------------------------------------------------------------- |
| 02-06-2016                                                           | Vientiane                                                            | Laos                                                                 | 0 – 1                                                                | India                                                                | Qual. Coppa d'Asia 2019                                              | -                                                                    | 89’                                                                  |
| 07-06-2016                                                           | Guwahati                                                             | India                                                                | 6 – 1                                                                | Laos                                                                 | Qual. Coppa d'Asia 2019                                              | 1                                                                    |                                                                      |
| 22-03-2017                                                           | Phnom Penh                                                           | Cambogia                                                             | 2 – 3                                                                | India                                                                | Amichevole                                                           | -                                                                    | 63’                                                                  |
| 06-06-2017                                                           | Mumbai                                                               | India                                                                | 2 – 0                                                                | Nepal                                                                | Amichevole                                                           | -                                                                    |                                                                      |
| 19-08-2017                                                           | Mumbai                                                               | India                                                                | 2 – 1                                                                | Mauritius                                                            | Amichevole                                                           | 1                                                                    | 74’                                                                  |
| 24-08-2017                                                           | Mumbai                                                               | India                                                                | 1 – 1                                                                | Saint Kitts e Nevis                                                  | Amichevole                                                           | -                                                                    | 61’                                                                  |
| Totale                                                               |                                                                      | Presenze                                                             | 6                                                                    |                                                                      | Reti                                                                 | 1                                                                    |                                                                      |

## Palmarès

### Club

#### Competizioni nazionali
- Indian Super League: 1

Atlético de Kolkata: 2014
- I-League 3rd Division: 1

Diamond Harbour: 2024-2025

### Nazionale
- Coppa Intercontinentale (India): 1

2018